# Geografie Afghánistánu
Afghánistán je vnitrozemská hornatá země nacházející se na Íránské vysočině, na hranici střední a jižní Asie. Země je svou rozlohou 40. největší na světě. Kábul, hlavní a největší město Afghánistánu, leží v provincii Kábul. Kvůli své poloze na křižovatce hlavních obchodních cest přitahuje Afghánistán od šestého století před naším letopočtem řadu útočníků.
V Afghánistánu se nachází většina Hindúkuše. Zemí protéká řada velkých řek, včetně Amudarjy, Arghandábu, Faráhrúdu, Tedženu, Hilmandu, Kábulu, Kokčy a Kunaru. Země má také mnoho menších řek, stejně jako potoků, kanálů, jezer, rybníků a pramenů. Většina jeho sladké vody historicky proudila do sousedních zemí.

## Rozloha a hranice

### Rozloha
- Celkem: 652 864 km2
  - V žebříčku zemí světa: 40.
- Země: 652 230 km2
- Voda: 630 km2

### Rozloha – srovnání
- Srovnání s Austrálií: přibližně 2/3 velikosti jižní Austrálie
- Srovnání s Českem: o něco větší než osmkrát rozloha Česka
- Srovnání s Kanadou: přibližně velikosti Saskatchewanu
- Srovnání se Spojeným královstvím: přibližně 2+2/3krát větší než Spojené království
- Srovnání se Spojenými státy americkými: o něco větší než třikrát rozloha Idaha
- Srovnání s EU: o něco větší než Francie

### Pozemní hranice
- Celkem: 3 736 km
  - Hraniční země: Pákistán 2 670 km, Tádžikistán 1 357 km, Írán 921 km, Turkmenistán 804 km, Uzbekistán 144 km, Čína 91 km

### Pobřeží
- 0 km

### Námořní nároky
- Žádné (vnitrozemský stát)

## Horské systémy
Pohoří Hindúkuš, které se táhne od severovýchodu až na jihozápad, rozděluje národ na tři hlavní regiony:
1. Střední vysočina, která tvoří zhruba dvě třetiny rozlohy země
2. Jihozápadní náhorní plošina, která představuje čtvrtinu rozlohy země
3. menší oblast Severních plání, kde je nejúrodnější půda v zemi

Nadmořská výška se obecně snižuje od severovýchodu k jihozápadu podle obecného tvaru pohoří Hindúkuš; od jeho nejvyššího bodu v pohoří Pamír poblíž čínských hranic po nižší nadmořské výšky poblíž hranic s Uzbekistánem. Na severu, západě a jihozápadě neexistují žádné horské bariéry oddělující Afghánistán od sousedních zemí. Severní pláně přecházejí do rovin Turkmenistánu. Na západě a jihozápadě se náhorní plošiny a pouště spojují s íránskými. Afghánistán se nachází na euroasijské tektonické desce. Vachánský koridor a zbytek severovýchodního Afghánistánu, včetně Kábulu, se nacházejí v geologicky aktivní oblasti. Během dvacátého století tam došlo k více než tuctu zemětřesení.

## Klima

Köppen–Geigerova mapa klimatické klasifikace v rozlišení 1 km pro Afghánistán 1991–2020

Dešťové srážky v Afghánistánu jsou velmi vzácné a postihují především severní vysočiny v březnu a dubnu. Srážky ve vyprahlejších nížinách jsou vzácné a mohou být velmi nepředvídatelné. Výraznou charakteristikou jsou velké rozdíly v letních a zimních teplotách a denních a nočních teplotách. Afghánské klima je suché. Slunce svítí tři čtvrtiny roku a noci jsou jasnější než dny.
Vezmeme-li vysočiny země jako celek, není mezi průměrnou teplotou Afghánistánu a dolní Himálaje žádný velký rozdíl. Pozoruhodným rysem afghánského klimatu je však extrémní teplotní rozsah v omezených obdobích. Nejmenší denní rozsah na severu je za chladného počasí; největší je, když je horko. Po sedm měsíců v roce (od května do listopadu) toto rozmezí přesahuje 17 °C denně. Objevují se vlny intenzivního chladu, které trvají několik dní a člověk může snášet teploty −24 °C, které rostou na maximálně −8 °C. V Ghazní je známo, že sníh neodtává ještě dlouho po jarní rovnodennosti; teploty klesají až na −25 °C. Ústní tradice vypráví o zničení celé populace Ghazní sněhovými bouřemi při více než jedné příležitosti. Na druhou stranu, letní teploty jsou mimořádně vysoké, zejména v oblastech Oxus, kde není neobvyklé maximum 45–50 °C ve stínu.
Letní vedra jsou silná v Sístánské pánvi, Džalálábádu a Turkestánu. Vítr samúm se vyskytuje v provincii Kandahár během léta. Horké období zesilují časté prachové bouře a silný vítr. V Kábulu je horko občas zmírněno chladným vánkem z Hindúkuše a noci jsou obvykle chladné. V Kandaháru se sníh zřídkakdy objevuje na pláních nebo nižších kopcích; pokud v této oblasti napadá, okamžitě roztaje.
Letní deště, které doprovázejí jihozápadní monzun v Indii, padají podél jižních svahů Himálaje a putují údolím Kábulu až k Laghmanu. Déšť v tomto období také padá na konci údolí Kurram. Jarní déšť, i když méně vydatný, je pro zemědělství důležitější než zimní déšť, pokud nepadá ve formě sněhu. Severozápadní vánice, které se vyskytují v zimě a na jaře, jsou nejnápadnější a jejich vliv je zřetelně cítit na indické hranici.

## Řeky, potoky a jezera

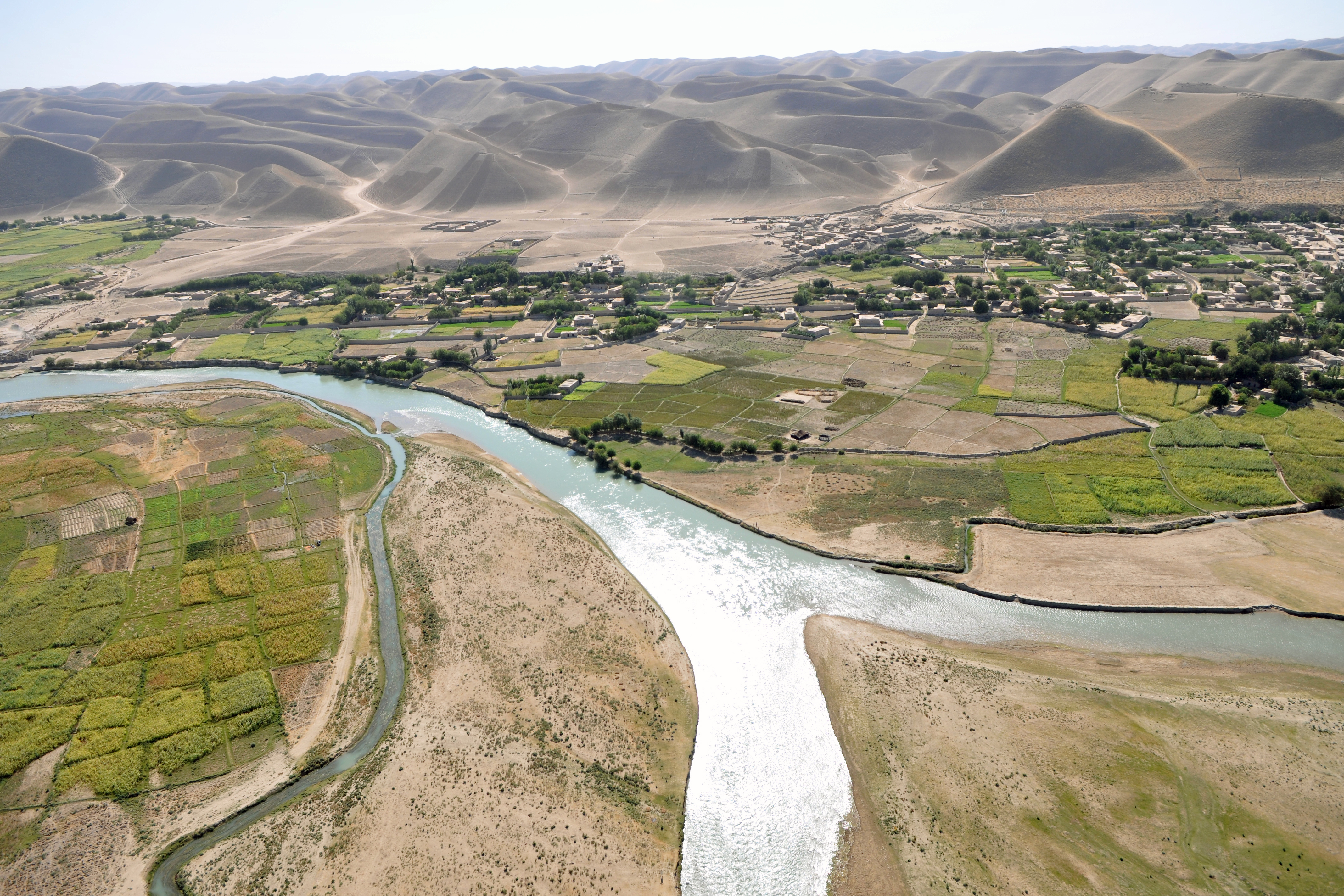
Malebný pohled v západním Afghánistánu

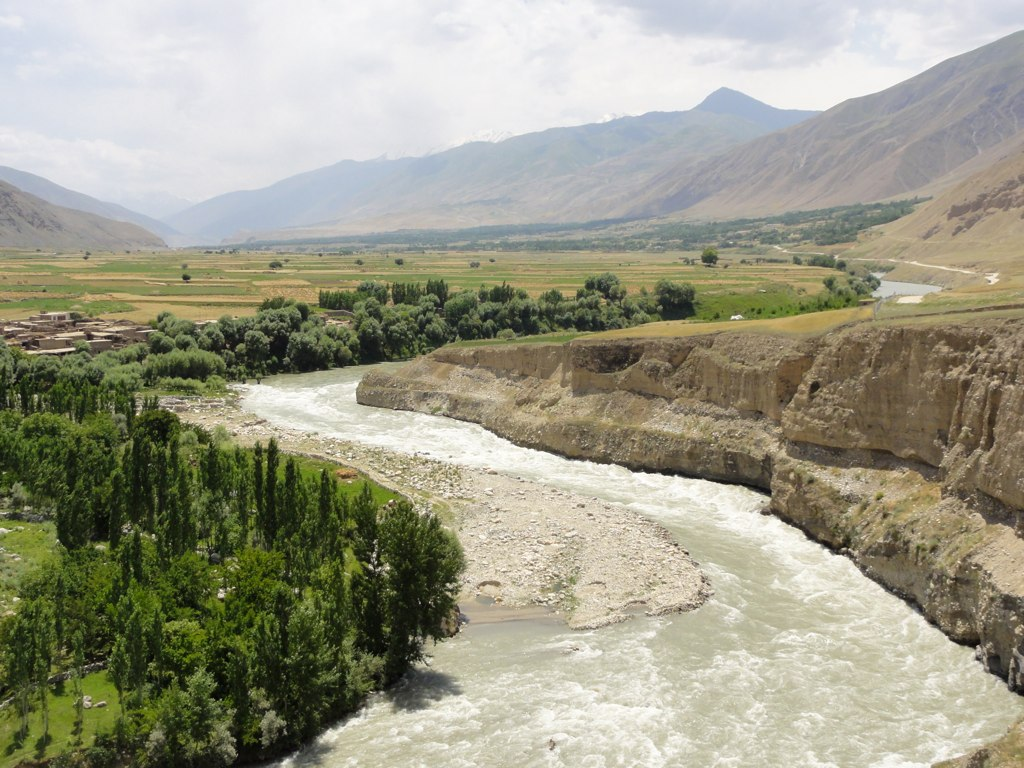
Řeka Kokča v provincii Badachšán

V Afghánistánu padá mezi listopadem a březnem sníh, který postupně taje do četných řek, potoků, kanálů, jezer, rybníků a pramenů, ale většina sladké vody v zemi nadále odtéká do sousedních zemí. Asi dvě třetiny vody odtéká do sousedního Pákistánu, Íránu, Tádžikistánu, Uzbekistánu a Turkmenistánu.
Kanalizační systém národa je z velké části uzavřený.

## Hranice
Větší část severní hranice a malá část hranice s Pákistánem je podél řek; zbývající hranice jsou spíše politické než přirozené. Severní hranice se rozprostírá přibližně 1 689 km na jihozápad, od pohoří Pamír na severovýchodě po oblast kopců a pouští na západě, na hranici s Íránem. Hranice s Íránem vede obecně na jih od řeky Tedžen přes bažiny a pouštní oblasti, než dosáhne severozápadního cípu Pákistánu. Její jižní část protíná řeku Helmand.
Afghánistán hraničí se šesti zeměmi. Jeho nejdelší hranicí je Durandova linie, která odpovídá celé jižní a východní hranici s Pákistánem. Nejkratší hranice, hranice s čínskou provincií Sin-ťiang, je úzký kousek země dlouhý 241 km, který sahá na východ mezi Tádžikistánem a Pákistánem.